# Río Eurotas
El río Eurotas (en griego: Εὐρώτας) es un corto río costero de la vertiente del mar Jónico
de Grecia, el más importante de Laconia, con 82 km de recorrido. Nace en el antiguo monte Boreo (actualmente Kravari) y desemboca en el golfo de Laconia. Atravesaba en la antigüedad la ciudad de Esparta, que lo utilizó como vía de comunicación fluvial y como alternativa a su puerto habitual, situado en la localidad de Gitión.
Según la mitología griega, el río recibe el nombre de su creador, Eurotas, hijo o nieto (según los diferentes autores) de Lélex, primer rey de Esparta, quien le dio origen drenando los pantanos de la llanura laconia.